# 克里斯·麦卡锡
克里斯·麦卡锡（英語：Kris McCarthy，1979年10月15日—），澳大利亚男子田径运动员。他曾代表澳大利亚参加2002年英联邦运动会田径比赛，获得男子800米铜牌和男子4×400米接力第5名。